# 光照寺 (名古屋市)
光照寺（こうしょうじ）は愛知県名古屋市南区にある、浄土宗尾張教区城南組に所属する寺院である。
13世紀初め頃に山田重忠により建立。開山上人は、名古屋市東区の建中寺の第2世が住職を務めた。現在は第23世朋譽智弘上人（山田智弘）が住職である。
末寺として、名古屋市熱田区慈教寺（山田紘正住職）がある。

## 所在地
愛知県名古屋市南区星崎2丁目61

## アクセス
名鉄名古屋本線 本星崎駅から徒歩約8分